# 24-Stunden-Rennen von Le Mans 1939

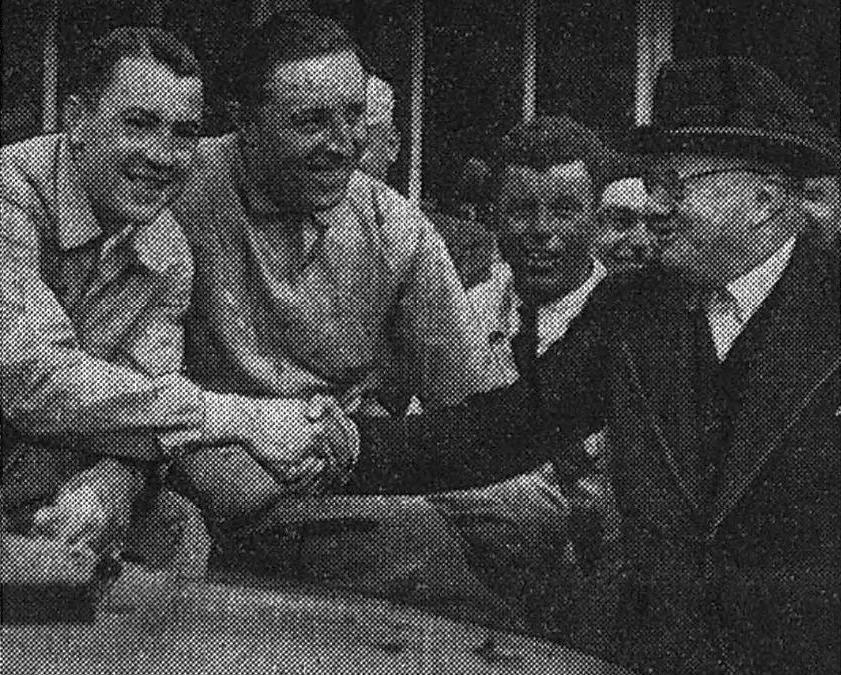
Die Gesamtsieger Jean-Pierre Wimille und Pierre Veyron mit Rennleiter Charles Faroux

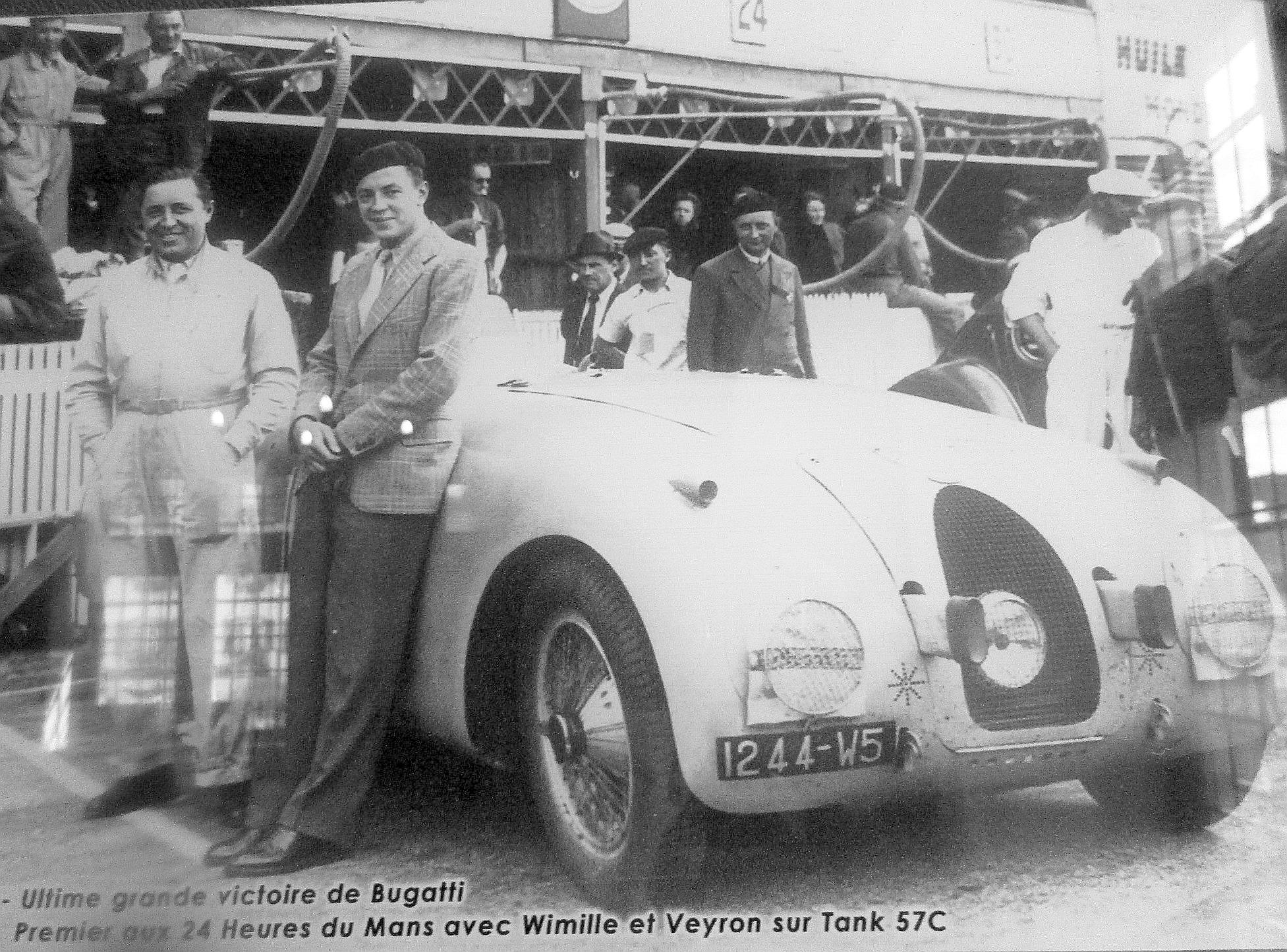
Bugatti 57C Tank, der Siegerwagen

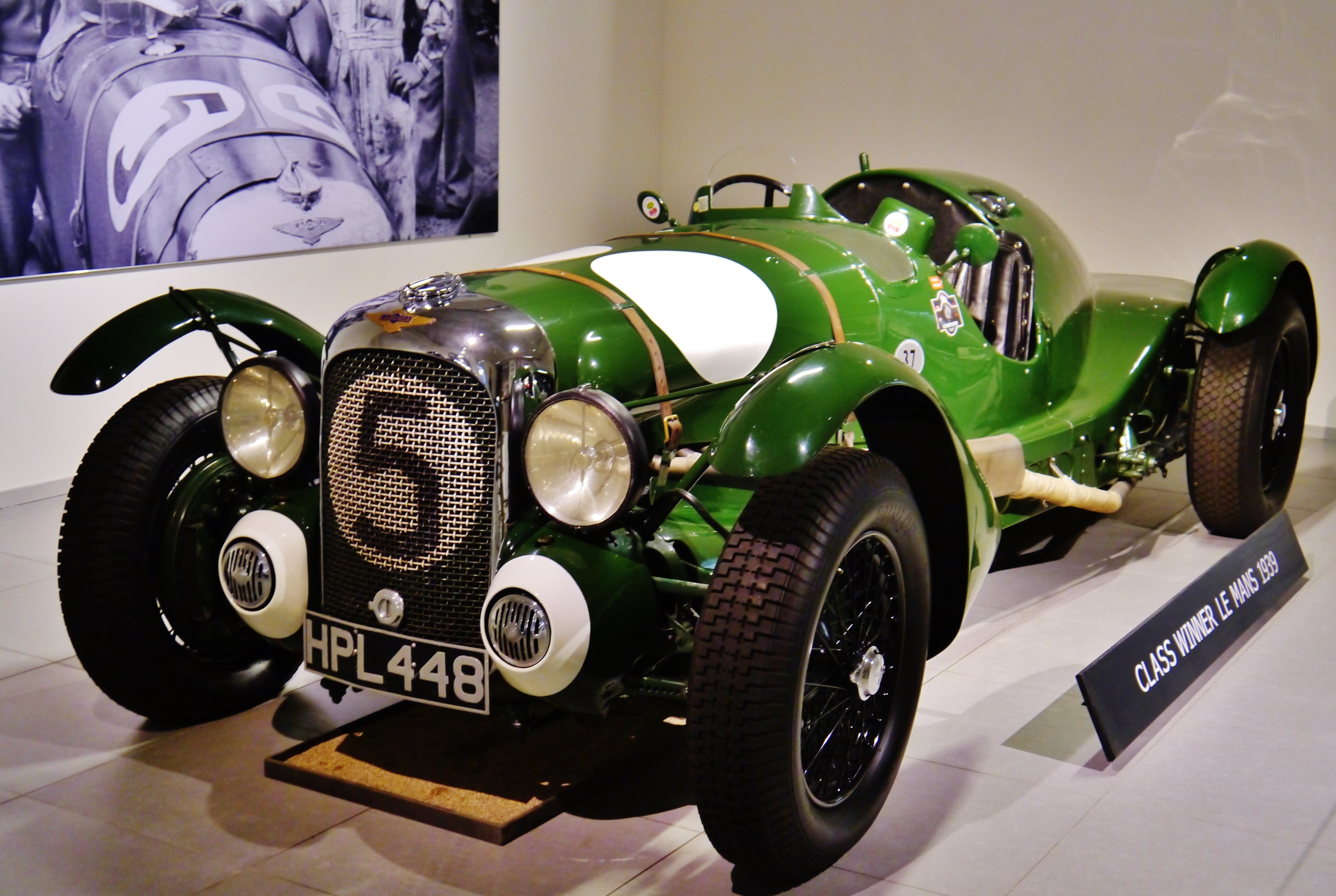
Der drittplatzierte Lagonda V12 von Charles Brackenbury und Arthur Dobson

Das 16. 24-Stunden-Rennen von Le Mans, der 16e Grand Prix d’Endurance les 24 Heures du Mans, auch Les 24 Heures du Mans, Circuit de la Sarthe, fand vom 17. bis 18. Juni 1939 auf dem Circuit des 24 Heures statt.

## Das Rennen
Das Rennen 1939 war das letzte 24-Stunden-Rennen von Le Mans vor dem Ausbruch des Zweiten Weltkriegs am 1. September 1939. Bugatti hatte – nachdem das französische Automobilunternehmen 1938 wegen technischer Probleme auf eine Teilnahme verzichtet hatte – seine Rückkehr nach Le Mans angekündigt. Offiziell wurde der 3,3-Liter-57C Tank vom Le-Mans-Sieger des Jahres 1937 Jean-Pierre Wimille gemeldet, dahinter stand jedoch das Werk aus Molsheim mit seiner gesamten Logistik. Insgesamt kam 25 Fahrzeuge aus Frankreich, darunter Werkswagen von Delahaye, Delage und Talbot. Anthony Lago hatte 4,5-Liter-Grand-Prix-Rennwagen so umrüsten lassen, dass sie jetzt dem Reglement von Le Mans entsprachen.
Die Adlerwerke brachten eine ihrer Trumpf-Rennlimousinen an die Sarthe. Der Wagen erhielt einen neuen 2,5-Liter-Motor, wurde aber im Training bei einem Unfall so zerstört, dass auf eine Teilnahme am Rennen verzichtet werden musste. Die deutsche Automobilindustrie wurde durch BMW repräsentiert; das Münchner Unternehmen brachte drei Werks-BMW 328 nach Le Mans.
Aus Großbritannien kamen, neben vielen Privatteams, zwei Lagonda V12. Diese 4.5-Liter-Sportwagen kamen in dieser Form erstmals nach Le Mans. Bei Lagonda – geführt von Alan Good – hatte Walter Owen Bentley nach dem Verkauf von Bentley an Rolls-Royce ein neues Betätigungsfeld gefunden. Der britische Automobilpionier konnte nach einem halben Dutzend Siegen in Le Mans auf einen großen Erfahrungsschatz zurückgreifen. Zum Leidwesen von Bentley wurden die beiden V12-Rennwagen aber so spät fertig, dass sie erst im Training erstmals getestet werden konnten. Bei Lagonda meinte man im Sommer 1939 noch, dass das diesjährige Le-Mans-Rennen nur ein Testlauf für spätere Einsätze sei. Einer der Wagen wurde als Werkswagen, gefahren von Arthur Dobson und Charles Brackenbury, an den Start gerollt. Das zweite Fahrzeug wurde an Patrick Mitchell-Thomson, 2. Baron Selsdon abgegeben, der das Rennen gemeinsam mit William Walrond, 2. Baron Waleran bestritt.
Favorit auf den Gesamtsieg war aber wieder Raymond Sommer. Sommer brachte ein neues Alfa-Romeo-Coupé an den Start, das er gemeinsam mit dem thailändischen Prinzen Bira pilotierte.
Bis Samstagnacht lieferten sich Luigi Chinetti im Talbot, Louis Gérard im Delage, Robert Mazaud – der die schnellste Rennrunde fuhr –, Raymond Sommer und Jean-Pierre Wimille einen heftigen Kampf um die Spitze. Bis in den frühen Sonntagvormittag führte dann der Gérard/Monneret-Delage, als die französische Mannschaft Probleme mit dem Motor bekam. Ein letzter langer Boxenstopp kostete sie schließlich den Sieg, Pierre Veyron im Bugatti konnte vorbeiziehen. Der Delage wurde Zweiter vor den beiden Lagondas, die zu aller Erstaunen ohne technische Probleme das Rennen auf den Plätzen drei und vier beenden konnten.

## Ergebnisse

### Piloten nach Nationen
| 53 Franzosen | 18 Briten | 10 Deutsche | 1 Italiener | 1 Schweizer |
| 1 Thailänder |           |             |             |             |

### Schlussklassement
| Pos.            | Klasse | Nr. | Team                       | Fahrer                                  | Chassis                                      | Motor                        | Reifen | Runden |
| --------------- | ------ | --- | -------------------------- | --------------------------------------- | -------------------------------------------- | ---------------------------- | ------ | ------ |
| 1               | 8.0    | 1   | Jean-Pierre Wimille        | Jean-Pierre Wimille Pierre Veyron       | Bugatti 57C Tank                             | Bugatti 3.3L Supercharged I8 | D      | 248    |
| 2               | 3.0    | 21  | Ecurie Walter Watney       | Louis Gérard Georges Monneret           | Delage Type D 6-3 Litres                     | Delage 3.0L I6               | D      | 245    |
| 3               | 5.0    | 5   | Lagonda Ltd.               | Arthur Dobson Charles Brackenbury       | Lagonda V12                                  | Lagonda 4.5L V12             | D      | 239    |
| 4               | 5.0    | 6   | Lord Selsdon               | Lord Selsdon Lord Waleran               | Lagonda V12                                  | Lagonda 4.5L V12             |        | 238    |
| 5               | 2.0    | 26  | BMW                        | Max zu Schaumburg-Lippe Hans Wencher    | BMW 328 Touring Coupe                        | BMW 2.0L I6                  | D      | 236    |
| 6               | 5.0    | 12  | Louis Villeneuve           | Louis Villeneuve René Biolay            | Delahaye 135CS                               | Delahaye 3.6L I6             |        | 235    |
| 7               | 2.0    | 27  | BMW                        | Ralph Roese Paul Heinemann              | BMW 328                                      | BMW 2.0L I6                  |        | 230    |
| 8               | 5.0    | 20  | Count Heyden               | R. R. C. Rob Walker Ian Connell         | Delahaye 135CS                               | Delahaye 3.6L I6             |        | 224    |
| 9               | 2.0    | 28  | BMW                        | Willi Briem Rudolf Scholtz              | BMW 328                                      | BMW 2.0L I6                  |        | 220    |
| 10              | 1.1    | 39  | Gordini                    | Amédée Gordini José Scaron              | Simca 8                                      | Fiat 1.1L I4                 | D      | 213    |
| 11              | 5.0    | 14  | Joseph Chotard             | Joseph Chotard Jacques Seylair          | Delahaye 135CS                               | Delahaye 3.6L I6             |        | 202    |
| 12              | 2.0    | 29  | Robert Peverell Hitchens   | Robert Hitchens Mortimer Morris-Goodall | Aston Martin Speed Model                     | Aston Martin 2.0L I4         |        | 199    |
| 13              | 1.1    | 41  | Gordini                    | Guy Lapchin Charles Plantivaux          | Simca Huit                                   | Fiat 1.1L I4                 |        | 195    |
| 14              | 1.5    | 32  | Ecurie Lapin Blanc         | Peter Clark Marcus Chambers             | HRG 1500                                     | Singer 1.5L I4               | D      | 192    |
| 15              | 1.1    | 37  | Mrs. Majorie Fawcett       | Geoffrey White C. M. Anthony            | Morgan 4/4                                   | Coventry Climax 1.1L I4      |        | 184    |
| 16              | 1.5    | 34  | Just-Émile Vernet          | Just-Émile Vernet Carl de Bodard        | Riley Sprite TT Pourtout                     | Riley 1.5L I4                |        | 180    |
| 17              | 1.1    | 38  | Victor Camerano            | Victor Camerano Henri Louveau           | Simca Huit                                   | Fiat 1.1L I4                 |        | 163    |
| 18              | 1.1    | 45  | Arthur W. Jones            | Arthur W. Jones Gordon Wilkins          | Singer Le Mans Replica                       | Singer 1.0L I4               |        | 154    |
| 19              | 750    | 48  | Gordini                    | Adrien Alin Albert Alin                 | Simca Cinq                                   | Fiat 0.6L I4                 | D      | 148    |
| 20              | 750    | 49  | Gordini                    | Maurice Aimé Albert Leduc               | Simca Cinq                                   | Fiat 0.6L I4                 |        | 147    |
| Ausgefallen     |        |     |                            |                                         |                                              |                              |        |        |
| 21              | 3.0    | 25  | Raymond Sommer             | Raymond Sommer Prinz Bira               | Alfa Romeo 6C 2500SS                         | Alfa Romeo 2.4L I6           |        | 173    |
| 22              | 5.0    | 18  | Ecuria Francia             | Marcel Contet Robert Brunet             | Delahaye 135CS                               | Delahaye 3.6L I6             |        | 171    |
| 23              | 1.5    | 31  | Victor Polledry            | Victor Polledry R. Robert               | Aston Martin 1½ Ulster                       | Aston Martin 1.5L I4         |        | 155    |
| 24              | 5.0    | 3   | Luigi Chinetti             | Luigi Chinetti T. A. S. O. Mathieson    | Talbot T26                                   | Talbot 4.5L I6               |        | 154    |
| 25              | 3.0    | 22  | Ecurie Walter Watney       | Armand Hug Roger Loyer                  | Delage Type D 6-3 Litres                     | Delage 3.0L I6               |        | 152    |
| 26              | 5.0    | 15  | Robert Mazaud              | Robert Mazaud Marcel Mongin             | Delahaye 135CS                               | Delahaye 3.6L I6             |        | 115    |
| 27              | 1.1    | 44  | Archie Scott               | Archie Scott Tommy Wisdom               | Singer Nine Le Mans Replica                  | Singer 1.0L I4               |        | 105    |
| 28              | 5.0    | 9   | Luigi Chinetti             | René Le Bègue Pierre Levegh             | Talbot-Lago SS                               | Talbot 4.0L I6               |        | 102    |
| 29              | 5.0    | 19  | Ecurie Francia             | Eugène Chaboud Yves Giraud-Cabantous    | Delahaye 135CS                               | Delahaye 3.6L I6             |        | 99     |
| 30              | 5.0    | 8   | T.A.S.O. Mathieson         | Philippe de Massa Norbert-Jean Mahé     | Talbot 150SS Figoni                          | Talbot 4.0L I6               |        | 88     |
| 31              | 5.0    | 7   | Luigi Chinetti             | André Morel Jim Bradley                 | Talbot T26                                   | Talbot 4.5L I6               |        | 88     |
| 32              | 5.0    | 10  | Jean Trémoulet             | Jean Trémoulet Raoul Forestier          | Talbot-Lago SS                               | Talbot 4.0L I6               |        | 68     |
| 33              | 1.1    | 36  | Michael Collier            | Mike Collier Lewis Welch                | MG PA Midget                                 | MG 0.8L I4                   |        | 63     |
| 34              | 5.0    | 16  | Ecurie Francia             | Joseph Paul Jean Trévoux                | Delahaye 135CS                               | Delahaye 3.6L I6             |        | 62     |
| 35              | 5.0    | 11  | André Bellecroix           | André Bellecroix Gaston Serraud         | Delahaye 135CS                               | Delahaye 3.6L I6             |        | 50     |
| 36              | 1.1    | 43  | Just-Émile Vernet          | Robert Cayeux Gaston Tramar             | Simca Huit                                   | Fiat 1.1L I4                 |        | 50     |
| 37              | 5.0    | 4   | Luigi Chinetti             | Pierre Louis-Dreyfus Antoine Schumann   | Talbot-Lago T26SS Figoni                     | Talbot 4.5L I6               |        | 45     |
| 38              | 1.1    | 47  | Claude Bonneau             | Claude Bonneau Max Mathieu              | MG PB Midget                                 | MG 1.0L I4                   |        | 40     |
| 39              | 1.1    | 40  | Gordini                    | Jean Breillet Albert Debille            | Simca Huit                                   | Fiat 1.1L I4                 |        | 29     |
| 40              | 1.1    | 42  | Mme Anne-Cécile Rose-Itier | Anne-Cécile Rose-Itier Suzanne Largeot  | Simca Huit                                   | Fiat 1.1L I4                 |        | 26     |
| 41              | 1.5    | 30  | Adler                      | Otto Löhr Paul von Guilleaume           | Adler Trumpf                                 | Adler 1.5L I4                |        | 6      |
| 42              | 1.1    | 46  | Jacques Savoye             | Jacques Savoye Pierre Savoye            | Singer Nine Le Mans Replica "Savoye Special" | Singer 1.0L I4               |        | 4      |
| Nicht gestartet |        |     |                            |                                         |                                              |                              |        |        |
| 43              |        |     | Adler                      | Baron Huschke von Hanstein Karkmann     | Adler Trumpf                                 |                              |        | 1      |
| 44              | 8.0    | 1T  | Jean-Pierre Wimille        | Jean-Pierre Wimille Pierre Veyron       | Bugatti T37                                  |                              |        | 2      |

1 nicht gestartet
1 Trainingswagen

### Nur in der Meldeliste
Hier finden sich Teams, Fahrer und Fahrzeuge die ursprünglich für das Rennen gemeldet waren, aber aus den unterschiedlichsten Gründen daran nicht teilnahmen.
| Pos. | Klasse | Nr. | Team             | Fahrer                     | Chassis             | Motor | Reifen |
| ---- | ------ | --- | ---------------- | -------------------------- | ------------------- | ----- | ------ |
| 45   |        |     | Adler            |                            | Adler Trumpf        |       |        |
| 46   |        |     | Lucy Schell      |                            | Delahaye Type 145   |       |        |
| 47   |        |     |                  |                            | Atalanta            |       |        |
| 48   |        |     |                  |                            | Bentley             |       |        |
| 49   |        |     | Robert Arbuthnot | Robert Arbuthnot           | Alfa Romeo 8C 2900A |       |        |
| 50   |        |     |                  | Charles Dobson Sammy Davis |                     |       |        |

### Biennale-Cup
| Pos. | Nr. | Fahrer                         | Chassis        | Koeffizient | Platzierung im Gesamtklassement |
| ---- | --- | ------------------------------ | -------------- | ----------- | ------------------------------- |
| 1    | 39  | Amédée Gordini José Scaron     | Simca 8        | 2,885.906   | Rang 10                         |
| 2    | 41  | Guy Lapchin Charles Plantivaux | Simca Huit     | 2,640.811   | Rang 13                         |
| 3    | 12  | Louis Villeneuve René Biolay   | Delahaye 135CS | 3,180.297   | Rang 6                          |

### Index of Performance
| Pos. | Nr. | Fahrer                               | Chassis                  | Koeffizient | Platzierung im Gesamtklassement |
| ---- | --- | ------------------------------------ | ------------------------ | ----------- | ------------------------------- |
| 1    | 39  | Amédée Gordini José Scaron           | Simca 8                  | 1.35100     | Rang 10                         |
| 2    | 33  | Max zu Schaumburg-Lippe Hans Wencher | BMW 328 Touring Coupe    | 1.29900     | Rang 5                          |
| 3    | 21  | Louis Gérard Georges Monneret        | Delage Type D 6-3 Litres | 1.26700     | Rang 2                          |

### Klassensieger
| Klasse                                       | Fahrer                   | Fahrer           | Fahrzeug                 | Platzierung im Gesamtklassement |
| -------------------------------------------- | ------------------------ | ---------------- | ------------------------ | ------------------------------- |
| Index of Performance – 2. Annual Cup des ACO | Amédée Gordini           | José Sarcon      | Simca Huit               | Rang 10                         |
| 14. Biennale Cup                             | Amédée Gordini           | José Sarcon      | Simca Huit               | Rang 10                         |
| 3001–5000 cm³                                | Jean-Pierre Wimille      | Pierre Veyron    | Bugatti 57C Tank         | Gesamtsieg                      |
| 2001–3000 cm³                                | Louis Gérard             | Georges Monneret | Delage Type D 6-3 Litres | Rang 2                          |
| 1501–2000 cm³                                | Max von Schaumburg-Lippe | Hans Wencher     | BMW 328 Touring Coupé    | Rang 5                          |
| 1101–1500 cm³                                | Peter Clark              | Markus Chambers  | HRG 1500                 | Rang 14                         |
| 751–1000 cm³                                 | Amédée Gordini           | José Sarcon      | Simca Huit               | Rang 10                         |
| –750 cm³                                     | Adrien Alin              | Albert Alin      | Simca Cinq               | Rang 19                         |

### Renndaten
- Gemeldet: 50
- Gestartet: 42
- Gewertet: 20
- Rennklassen: 8
- Zuschauer: unbekannt
- Ehrenstarter des Rennens: unbekannt
- Wetter am Rennwochenende: sonnig
- Streckenlänge: 13,492 km
- Fahrzeit des Siegerteams: 24:00:00,000 Stunden
- Gesamtrunden des Siegerteams: 249
- Gesamtdistanz des Siegerteams: 3354,760 km
- Siegerschnitt: 139.781 km/h
- Pole Position: unbekannt
- Schnellste Rennrunde: Robert Mazaud – Delahaye 135CS (#15) – 5:12,100 = 155,627 km/h
- Rennserie: zählte zu keiner Rennserie